# 阿蒙霍特普三世和泰伊王后巨像
阿蒙霍特普三世和泰伊王后巨像是一尊古埃及雕像，它描绘了古埃及第十八王朝法老阿蒙霍特普三世和他的妻子泰伊王后，以及他们的三位女儿的形象，是目前已知的世界上最大的双人雕像。这座巨像发现于底比斯西边的梅迪纳特-哈布城，如今在开罗的埃及博物馆中央大厅的显眼位置展出。

## 描述
巨像高7米，宽4.4米，由石灰石制成。巨像上的人物有着杏仁状的眼睛和弯曲的眉毛，这些都是十八王朝晚期的典型特征。阿蒙霍特普三世头戴刻有圣蛇的尼美斯头巾、还同时装饰有假胡须和一条腰布；他把手放在膝盖上。泰伊王后则坐在他的左边，她的右臂搭在丈夫的腰间。她的身高与法老相当，足以见得当时其地位的显赫。她穿着一件长及脚踝的贴身连衣裙，头戴一顶带有秃鹫头饰，摩狄乌斯冠和两只圣蛇的厚重假发。 圣蛇和秃鹫都戴着王冠，右边的圣蛇戴着象征上埃及的白冠，左边的圣蛇戴着象征下埃及的红色王冠。 
法老夫妇下方的三个较小的人物是他们的三个女儿。 赫努塔奈布公主站在她的父母两腿中间，她穿着紧身连衣裙，头戴假发，头饰有饰带和羽毛，但没有圣蛇(这是她母亲的头饰和她头饰的唯一区别)。阿蒙霍特普三世旁边站着的是小女儿奈贝塔，她的雕像已受损。泰伊王后旁边站着另一位公主的雕像，这尊雕像损毁更加严重，她的名字也无法识别。这尊巨像是仅存的两座出现有赫努塔奈布公主形象的雕像之一，也是唯一一座描绘奈贝塔公主形象的雕像。
这座巨像很可能是在阿蒙霍特普三世的第一个赛德节前后雕刻的。历史作家Arielle Kozloff写道，通过巨像上女儿们的年龄(尤其是赫努塔奈布的年龄)以及泰伊王后假发那成熟的样式(几乎遮住了她的脸)可以推断，这座雕像是在法老统治内的第三个十年内制作。当时泰伊王后的管家卡鲁埃夫的坟墓(TT192)刚开始修建，因而开采了一批高质量的石灰石，巨像可能就是在这个时候开始雕刻的。
值得注意的是，阿蒙霍特普三世夫妇的长女西塔阿蒙没有出现在雕像中，这可能是因为她在法老统治的第30年时已经获得了“大王后”的头衔。 赫努塔奈布是阿蒙霍特普三世的第二个或第三个女儿，出生于伊赛特(伊赛特在阿蒙霍特普三世执政的第34年成为女王)之前或之后。赫努塔奈布在任何文献或文物中都没有被提及为女王，但在这个巨像上，她被描述为“荷鲁斯的伴侣”，这是将这一王后头衔授予给一位公主的孤例。其他考古证据显示，赫努塔奈布的名字有时会出现在王名圈中，这可能表明她已经和她的姐妹西塔阿蒙和伊赛特一样，被提升为女王。雕像上的第三位公主，其名字已被毁，它有时被暂定为伊赛特，但阿蒙霍特普三世可能有多达十六个女儿，因此很难判断第三位公主究竟是谁。

## 历史

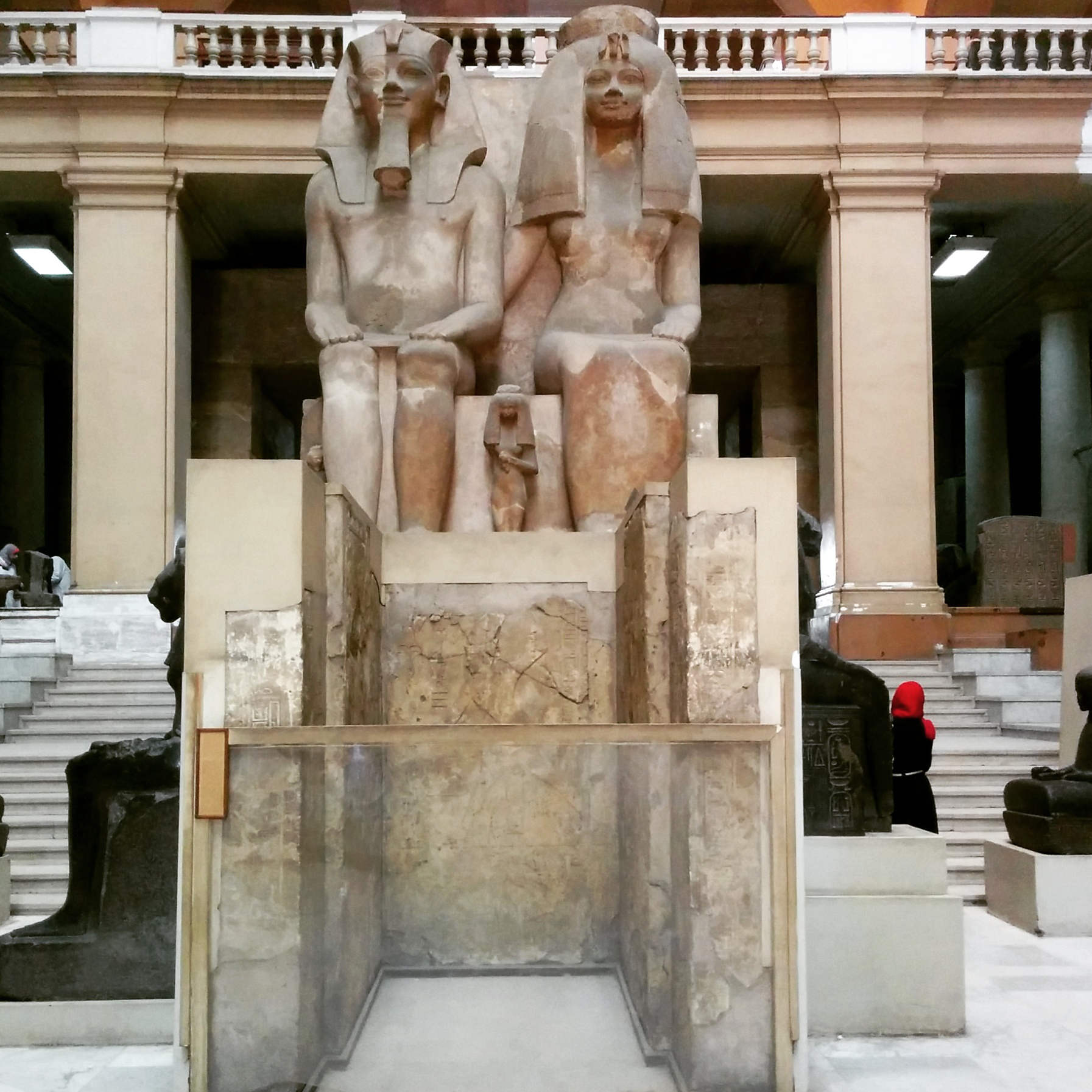
从远处看雕像

这尊巨像曾矗立在阿蒙霍特普三世神庙中，这座神庙在当时是底比斯地区最大的神庙建筑群，规模甚至超过了卡纳克神庙。但由于它建得离尼罗河的洪泛区太近，在建成后不到200年的时间里，神庙就彻底沦为废墟，其中的大部分石头都被后来的法老挪走，并用于修建他们自己的神庙。发现巨像的地方很可能是神庙建筑群的南门，因为它离神庙的距离和东门的门农巨像一样远。另一种可能性是，拉美西斯三世在使用阿蒙霍特普神庙的石头建造自己在梅迪纳特-哈布城的神庙时搬走了这座巨像，但并未把巨像上的名字抹掉。19世纪后期，这座雕像的碎片被人们发现。1897年，法国埃及学家乔治·达雷西将雕像碎片移至梅迪纳特-哈布城附近的小阿蒙神庙的前院保管。后来这些碎片被转移到开罗。1902年，开罗的埃及博物馆开馆之前，巨像被重新组装起来。这尊巨像在埃及博物馆的编号为M610，赫努塔奈布公主的雕像则有一个单独的编号，为JE33906。
后来，人们在一处私人收藏中发现了一个长27.6厘米的石灰石头像，根据考证属于巨像中的奈贝塔公主。奈贝塔的头像看起来很年轻，她带着圆形的假发和摩狄乌斯冠。和其他人物一样，她也有着杏仁形眼睛、精美的眉毛和化妆过的痕迹。和其他雕像相比，奈贝塔头部的保存状况更糟糕(由于常年风化的缘故)，因此它可能是在中世纪时被特意从巨像上移除的。她的头像先于1897年巨像的其他碎片被发现，也佐证了这一点。20世纪初，奈贝塔的头像属于一处法国私人收藏，随后在2005至2006年间作为W.Arnold Meijer收藏的一部分在阿姆斯特丹进行展出，2008年，头像以206500美元的价格被重新售出。开罗埃及博物馆的工作人员精确复制了一个奈贝塔公主的头像，并把它安装到了巨像上。

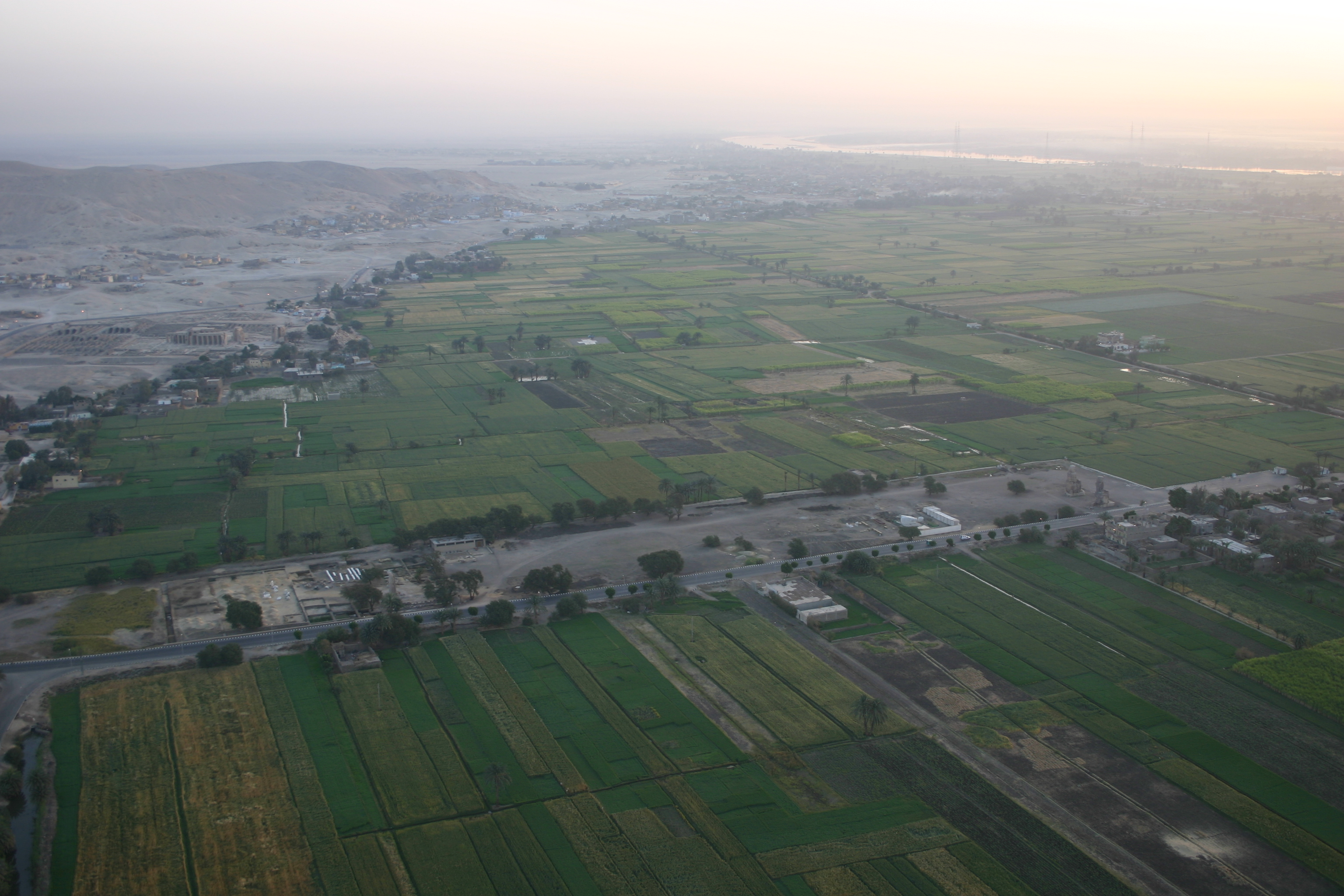
阿蒙霍特普三世神庙的原址

2011年，埃及政府决定在卢克索西岸安装新的污水处理系统，并在施工开始之前对该地区进行了抢救性发掘。在这个过程中，人们发现了几块新的雕像碎片。经过复原重建，考古学家发现这些碎片可以安装在雕像缺失的六个部分，包括国王的头饰、胸部和右腿的一部分，王后的假发、左臂、手掌、手指和腿的一部分，以及巨像底座的一部分(底座上还刻有一位努比亚囚犯)。由于碎片上没有任何铭文，最初很难确定它们的年代，但阿蒙霍特普三世是第十八王朝法老中唯一拥有这种尺寸的巨像的法老，而且这些雕像只在他的神庙和梅迪纳特-哈布城周边被发现，这一背景帮助学者们将碎片和巨像联系到一起。在这些新发现的碎片被加到雕像上之后，整个雕像的已复原部分已达到了70%。 

## 其他相关
- 阿蒙霍特普三世巨像